# Crataegus submollis
Crataegus submollis es una especie de planta del género Crataegus, perteneciente a la familia Rosaceae.

## Taxonomía
Crataegus submollis fue descrita por Charles Sprague Sargent en 1901.

## Distribución
Se encuentra en el territorio este de Canadá hasta el centro-norte y noreste de Estados Unidos.